# Wicked Videos
Albums de Ozzy Osbourne
The Ultimate Ozzy Don't Blame Me Video
Wicked Videos est une VHS et un CD d'Ozzy Osbourne sorti en 1988. Il contient tous les clips de l'album No Rest for the Wicked.

## Titres
1. Miracle Man (uncensored)
2. Crazy Babies
3. Crazy Train (Randy Tribute)